# Manuel Cervera Taulet
Manuel Cervera Taulet (València, 1962) és un metge i polític valencià. Llicenciat en Medicina i especialista en oftalmologia (premi extraordinari de llicenciatura i Cum laude de doctorat amb una tesi parcialment plagiada), ha desenvolupat la major part de la seua activitat professional als hospitals Provincial de Castelló de la Plana i de La Plana de Vila-real.
Fou Conseller de Sanitat de la Generalitat Valenciana des de 2007 a 2011, al govern de Francesc Camps i durant el seu mandat es va inaugurar el Nou Hospital de la Fe a la ciutat de València. Al final del seu mandat la despessa sanitària, el nombre de llits hospitalaris i de centres de salut eren menors que els de la mitjana espanyola, així com la crescuda desmesurada de les llistes d'espera.
Fou diputat a les Corts Valencianes els primers mesos de la VIII Legislatura fins que abandonà l'escó per encapçalar les llistes del PP a la circumscripció de Castelló a les eleccions generals de 2011. Manuel Cervera obtingué l'acta de diputat al Congrés dels Diputats on fou portaveu de la Comissió de Sanitat i Serveis Socials.

## Corrupció
El 18 d'octubre de 2013 va ser imputat a la branca valenciana del cas Gürtel a petició de la Fiscalia. Manuel Cervera era el Conseller de Sanitat de la Generalitat Valenciana quan aquesta adjudicà en 2008 a empreses de la trama Gürtel (Orange Market, Easy Concept i Diseño Asimétrico) una contracta per a la realització d'un vídeo sobre l'ampliació de l'Hospital Clínic de València. S'està investigant el fraccionament d'aquesta contracta en quatre contractes menors realitzats per diferent direccions generals, de manera que cap d'ells superara el límit legal de 12.000 euros, fet que haguera obligat la convocatòria d'un concurs públic. Tots els responsables de les direccions generals, així com dues persones del seu propi gabinet, apunten que va ser el mateix Manuel Cervera qui imposà tant la contracta amb les empreses, com la forma inhabitual de pagament (a través de la caixa fixa reservada a les despeses corrents).
El 28 de novembre de 2013 declarà davant el jutge instructor de la causa.